# Lepidammodytes
Lepidammodytes is een monotypisch geslacht van straalvinnige vissen uit de familie van de zandspieringen (Ammodytidae).

## Soort
- Lepidammodytes macrophthalmus Ida, Sirimontaporn & Monkolprasit, 1994